# Wolfgang Blank
Wolfgang Blank (* 20. Dezember 1959 in Riedlingen) ist ein deutscher Politiker (parteilos). Er ist seit Dezember 2024 Minister für Wirtschaft, Infrastruktur, Tourismus und Arbeit des Landes Mecklenburg-Vorpommern.

## Beruflicher Werdegang
Blank absolvierte ein Studium der Biologie mit dem Schwerpunkt Mikrobiologie und eine anschließende Promotion zum Dr. rer. nat. an der Eberhard-Karls-Universität Tübingen. Daraufhin war er von 1987 bis 1995 als Laborleiter und Projektmanager für Henkel in Düsseldorf tätigt. In diesem Rahmen war Blank auch von Februar 1988 bis Februar 1990 Projektmanager und Postdoc an der Universität Kyōto. 1995 wechselte er als Geschäftsführer zur BioTechnikum Greifswald GmbH, welche zum 1. Januar 2016 mit der Technologiezentrum Fördergesellschaft Vorpommern GmbH zur WITENO GmbH verschmolzen wurde. Parallel war er von Januar 2002 bis März 2014 Geschäftsführer der BioCon Valley GmbH in Greifswald.

## Politik
Am 19. November 2024 wurde der parteilose Blank von Manuela Schwesig (SPD), der Ministerpräsidentin Mecklenburg-Vorpommerns, als Nachfolger von Reinhard Meyer als Minister für Wirtschaft, Infrastruktur, Tourismus und Arbeit des Landes Mecklenburg-Vorpommern nominiert. Er trat das Amt am 11. Dezember 2024 an.

## Ehrenamt
Im Mai 2014 wurde er zum Präsidenten der für das östliche Mecklenburg-Vorpommern zuständigen Industrie- und Handelskammer Neubrandenburg gewählt. Er hatte dieses Amt bis zu seiner Ernennung zum Minister inne. Parallel dazu war er von Mai 2013 bis Dezember 2024 Mitglied des Ausschusses für Gesundheitswirtschaft der Deutschen Industrie- und Handelskammer und von April 2021 bis Dezember 2024 dessen Vorsitzender. Weiterhin war er von April 2014 bis Dezember 2024 Mitglied im Kuratorium Gesundheitswirtschaft des Landes Mecklenburg-Vorpommern.